# Tanja Muïn'o
Tanja Robertivna Muïn'o, detta Tanu (in ucraino Таня Робертівна Муїньо?; Odessa, 7 dicembre 1989), è una regista ucraina, prevalentemente attiva nella realizzazione di video musicali.

## Biografia
Nata a Odessa da padre cubano, ha vissuto a L'Avana fino all'età di 6 anni. Ha diretto video musicali per diversi artisti, tra cui Cardi B, Katy Perry, Lil Nas X, Monatyk, NK, Rosalía e Vremja i Steklo.
Inoltre la regista sa parlare e scrivere correntemente in inglese, russo e ucraino.

## Videografia
- Znaeš' – Rožden (2013)
- Nel'zja pomenjat' – Jeva Bušmina (2014)
- Ne prestuplenie – Jeva Bušmina (2015)
- #Kakvoda – Layah (2016)
- Teni – Layah (2016)
- Nevesomymi – Layah (2016)
- Predany – Layah (2016)
- Kružit – Monatyk (2016)
- Ni ty, ni ja – Rožden (feat. L'One) (2016)
- Vychodnoj – Monatyk (2016)
- Večnost' – Monatyk (2016)
- Ne prjač'sja – Layah (2017)
- Navsegda – Layah (2017)
- Molčat' – Layah (2017)
- Vitamin D – Monatyk (2017)
- Uvliuvt – Monatyk (2017)
- Troll' – Vremja i Steklo (2017)
- Daj mne – NK (2018)
- To, ot čego bez uma – Monatyk (2018)
- Ranena – Layah (2018)
- E boj – Vremja i Steklo (2018)
- Gluboko – Monatyk e Nadija Dorofjejeva (2018)
- Lomala – NK (2018)
- Zašivaet dušu – Monatyk (2018)
- Fen-šuj – Glukoza (2018)
- Maybe – Braii (2019)
- Love It Ritm – Monatyk (2019)
- Podruga – Gruppa Skriptonit (2019)
- Zloj – SBPČ (2019)
- Small Talk – Katy Perry (2019)
- Každyj raz – Monatyk (2019)
- Časy – SBPČ (2019)
- Lock – Vremja i Steklo (2019)
- Juro qué – Rosalía (2020)
- Otdaëm – Rožden (2020)
- Sil'no – Monatyk (2020)
- Potancuj so mnoj – Aëva (2020)
- VečeriNočka – Monatyk e Vera Brežneva (2020)
- Dostoprimečatel'nost' – Lida Lee (feat. Monatyk) (2020)
- Uvliuvt na ulice Pikadilli – Monatyk e Laima Vaikule (2020)
- RitmoLove – Monatyk, Lida Lee e Nino Basylaja (2020)
- Slovno cvety – Nino Basylaja (2020)
- Cotton Candy – Yungblud (2020)
- Sestra – Vera Brežneva (2020)
- Gorit – Dorofjejeva (2020)
- Up – Cardi B (2021)
- Montero (Call Me by Your Name) – Lil Nas X (2021)
- Wild Side – Normani (feat. Cardi B) (2021)
- Zažigat'/JoMo – Monatyk (2021)
- Rumors – Lizzo (feat. Cardi B) (2021)
- Fleabag – Yungblud (2021)
- One Right Now – Post Malone e The Weeknd (2021)
- 2am – Foals (2022)
- Chicken Teriyaki – Rosalía (2022)
- As It Was – Harry Styles (2022)
- Mount Everest – Labrinth (2022)
- Save Yourself – One OK Rock (2022)
- Hold Me Closer – Elton John e Britney Spears (2022)
- I'm Not Here to Make Friends – Sam Smith (2023)
- Attention – Doja Cat (2023)
- Daylight – Harry Styles (2023)
- Bongos – Cardi B (feat. Megan Thee Stallion) (2023)
- TK421 – Lenny Kravitz (2023)
- Everytime We Loving Up – Lenny Kravitz (2023)
- Standing Next to You – Jung Kook (2023)
- Burn It Down, Burn It Loud – Lenny Kravitz (2023)
- Can't Get Enough (remix) – Jennifer Lopez (feat. Latto) (2024)
- Ja zalyšus' molodymy – Volodymyr Dantes (2024)
- Illusion – Dua Lipa (2024)
- A ščo? – Monatyk (2024)
- Chartbit – Dorofjejeva (2024)
- Mantra – Jennie (2024)
- Disease – Lady Gaga (2024)
- Number One Girl – Rosé (2025)
- Messiah – Sevdaliza (2025)

## Riconoscimenti
- American Music Awards
  - 2021 – Video musicale preferito per Montero (Call Me by Your Name) (come regista)[7]
  - 2021 – Candidatura al Video musicale preferito per Up (come regista)[7]
  - 2022 – Candidatura al Video musicale preferito per As It Was (come regista)[8]

- BET Awards
  - 2021 – Candidatura al Video dell'anno per Up (come regista)[9]

- BET Hip Hop Awards
  - 2021 – Candidatura al Miglior video hip hop per Montero (Call Me by Your Name) (come regista)[10]
  - 2021 – Candidatura al Miglior video hip hop per Up (come regista)[10]

- BreakTudo Awards
  - 2021 – Candidatura al Video musicale internazionale per Montero (Call Me by Your Name) (come regista)[11]

- E! People's Choice Awards
  - 2021 – Candidatura al Video musicale del 2021 per Montero (Call Me by Your Name) (come regista)[12]
  - 2022 – Candidatura al Video musicale del 2022 per As It Was (come regista)[13]

- Grammy Awards
  - 2022 – Candidatura al Miglior videoclip per Montero (Call Me by Your Name)[14]
  - 2023 – Candidatura al Miglior videoclip per As It Was[15]

- Hollywood Music Video Awards
  - 2025 – Regista dell'anno per Disease[16]

- iHeartRadio Music Awards
  - 2022 – Candidatura al Miglior video musicale per Montero (Call Me by Your Name) (come regista)[17]

- LOS40 Music Awards
  - 2021 – Candidatura al Miglior videoclip internazionale per Montero (Call Me by Your Name) (come regista)[18]

- M1 Music Awards
  - 2017 – Candidatura alla Creatrice di clip[19]
  - 2018 – Creatrice di clip[20]
  - 2019 – Creatrice di clip[21]

- MTV Europe Music Awards
  - 2021 – Miglior video per Montero (Call Me by Your Name) (come regista)[22]
  - 2021 – Candidatura al Miglior video per Wild Side (come regista)[23]
  - 2021 – Candidatura al Miglior video con un messaggio sociale per Montero (Call Me by Your Name) (come regista)[23]
  - 2022 – Candidatura al Miglior video per As It Was (come regista)[24]

- MTV Video Music Awards
  - 2021 – Miglior regia per Montero (Call Me by Your Name)[25]
  - 2021 – Video dell'anno per Montero (Call Me by Your Name) (come regista)[25]
  - 2021 – Candidatura al Miglior video con un messaggio sociale per Montero (Call Me by Your Name) (come regista)[25]
  - 2022 – Candidatura alla Miglior regia per As It Was[26]
  - 2022 – Candidatua al Video dell'anno per As It Was (come regista)[26]
  - 2022 – Candidatura alla Miglior collaborazione per One Right Now (come regista)[26]
  - 2022 – Miglior video pop per As It Was (come regista)[26]
  - 2022 – Candidatura al Miglior video R&B per Wild Side (come regista)[26]
  - 2023 – Candidatura alla Miglior regia per Attention[27]
  - 2023 – Candidatura al Video dell'anno per Attention (come regista)[27]

- MTV Video Music Awards Japan
  - 2024 – Miglior video solista internazionale per Disease (come regista)[28]

- NME Awards
  - 2022 – Candidatura al Miglior video musicale per Montero (Call Me by Your Name) (come regista)[29]

- NRJ Music Awards
  - 2021 – Candidatura alla Clip dell'anno per Montero (Call Me by Your Name) (come regista)[30]

- Premija Muz-TV
  - 2021 – Candidatura al Miglior video femminile per Gorit (come regista)[31]

- Premija RU.TV
  - 2019 – Candidatura al Miglior video di danza per Gluboko (come regista)[32]

- Soul Train Music Awards
  - 2021 – Video dell'anno per Wild Side (come regista)[33]

- UK Music Video Awards
  - 2021 – Miglior regista[34]
  - 2021 – Candidatura al Miglior video pop internazionale per Montero (Call Me by Your Name) (come regista)[35]
  - 2021 – Miglior video R&B/soul internazionale per Wild Side (come regista)[34]

- YUNA
  - 2017 – Miglior video musicale per Kružit (come regista)[36]
  - 2018 – Miglior video musicale per Vitamin D (come regista)[37]
  - 2019 – Miglior video musicale per Gluboko (come regista)[38]
  - 2020 – Miglior video musicale per Love It Ritm (come regista)[39]
  - 2021 – Candidatura al Miglior video musicale per VečeriNočka (come regista)[40]
  - 2022 – Miglior video musicale per Zažigat'/JoMo (come regista)[41]
  - 2025 – Miglior video musicale per A ščo? (come regista)[42]
  - 2025 – Candidatura al Miglior video musicale per Chartbit (come regista)[43]